# Zeebruges
Zeebruges (/ze.bʁyʒ/ ; en néerlandais : Zeebrugge, /zeː.ˈbrʏ.ɣə/ ; en allemand : Seebrügge ou Zeebrügge) est une localité située sur la côte belge appartenant à la ville de Bruges, dans la province de Flandre-Occidentale en Région flamande.
La localité est connue pour son port maritime et sa base navale situés au bord de la mer du Nord, à proximité de la Manche.

## Géographie

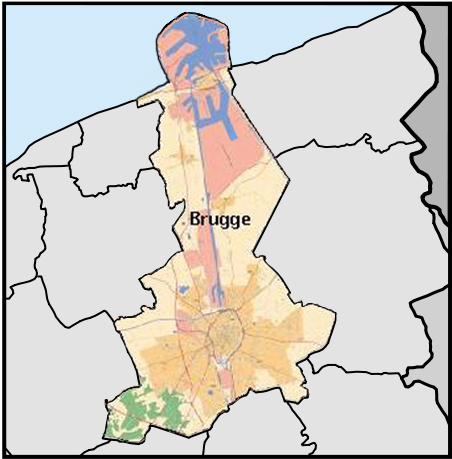
Situation de Zeebruges au nord de Bruges, sur la côte belge, Zeebruges étant reliée à Bruges par le canal Baudouin.

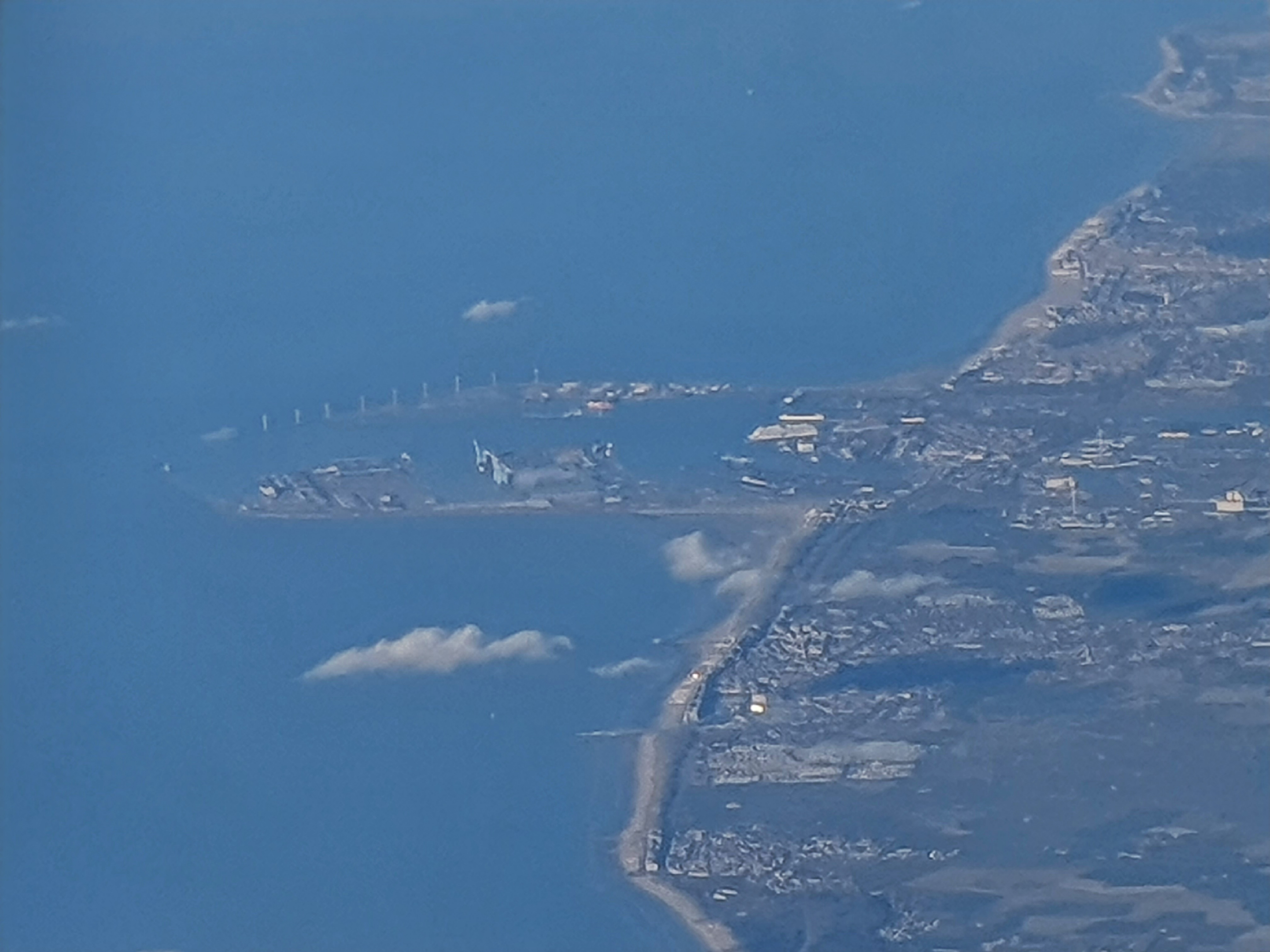
Vue aérienne de Zeebruges.

### Situation
Zeebruges est située à quelques kilomètres au nord de Bruges, le long de la mer du Nord.
La localité est située dans la région des polders, qui était anciennement recouverte par la mer.

## Toponymie
Zeebruges, plus rarement Zébruges (en néerlandais Zeebrugge) vient du néerlandais zee qui veut dire mer et Bruges, nom francophone de la ville de Bruges (Brugge en néerlandais). En effet, Bruges était, au Moyen Âge, un grand port de commerce, ce qui fit d'ailleurs sa réputation et sa richesse. Mais le niveau de la mer baissa quelque peu et puisque les terres aux alentours sont plates (ce sont les polders), cela s'est traduit par un recul très net des eaux, privant Bruges de son accès maritime par le Zwin (et donc de sa principale source de revenus). Décision fut donc prise de construire un nouveau port là où la mer s'était « arrêtée », ainsi naquit Zeebruges, ou Bruges-sur-Mer comme on le trouve parfois,.

## Histoire
Zeebruges n'a jamais été une commune. En vue de créer Zeebruges, pour donner un port nouveau à la ville de Bruges, les terres nécessaires ont été annexées à la ville de Bruges en 1901.  Le port devint réalité en 1907.
Il a été marqué par les deux guerres mondiales. Donnant à la fois l'accès de Bruges vers la Manche au sud et la mer du Nord, il a été, lors de la Première Guerre mondiale, un enjeu stratégique pour les Allemands comme pour les Alliés, ce qui a justifié la bataille de l'Yser. L'armée allemande y avait de plus installé l'une de ses bases de sous-marins. Sur la jetée ouest, le St. George Memorial commémore la bataille de Zeebruges (23 avril 1918) lors de laquelle la Royal Navy détruisit la base de sous-marins allemande. Le port conserve d'ailleurs encore de cette époque un dangereux dépôt immergé de munitions. 

## Le port

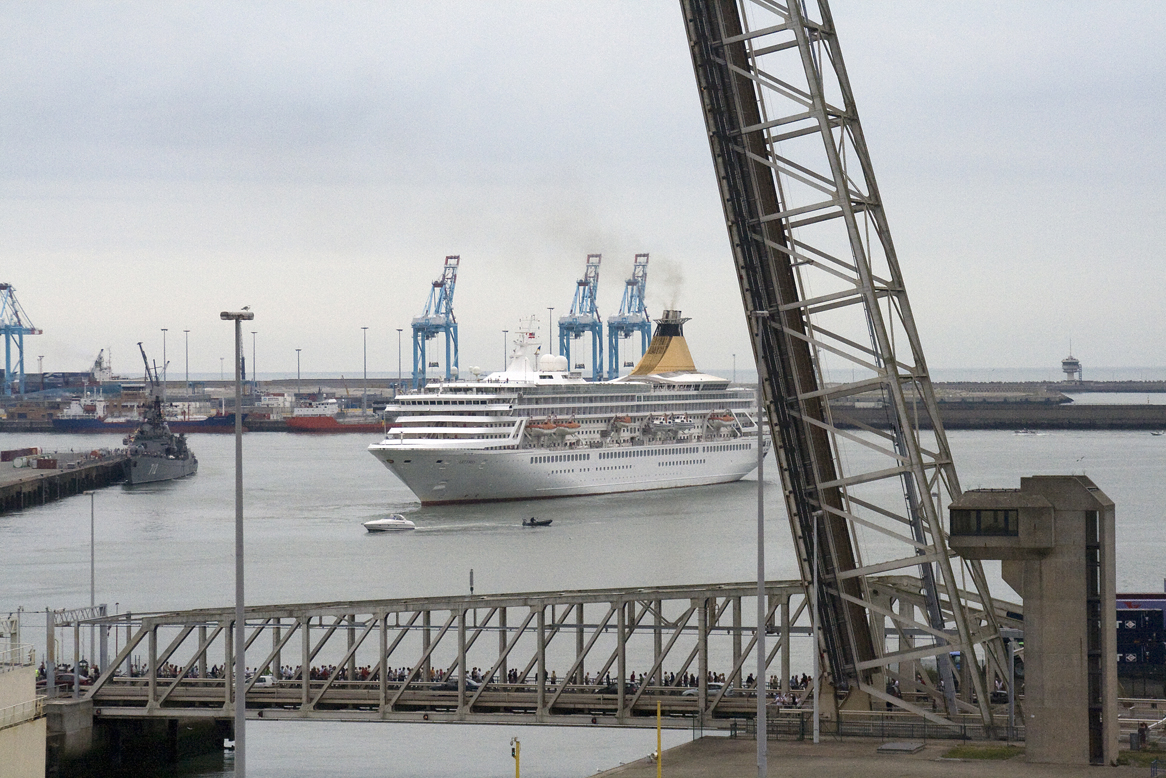
Le port de Zeebruges accueille aussi bien des navires de croisière, que des navires de commerce ainsi qu'une base navale de la marine belge et reste le premier port de pêche du Royaume.

Après la Seconde Guerre mondiale, le port a renforcé son importance commerciale. Il est depuis la base de départ d'un important trafic maritime, notamment par ferry, en direction de l'Angleterre. 
Le port de Zeebruges est une place majeure pour les voituriers. Il fait notamment partie des points européens de débarquement des véhicules Tesla .  
Le port de pêche est encore le premier port belge pour le tonnage débarqué de poissons et crevettes, avec une criée située dans l’arrière-port récemment modernisée. 
Le port de plaisance (Omookaai) abrite une centaine de voiliers et bateaux à moteurs. Un sous-marin soviétique de classe Foxtrot de 100 mètres de long (75 hommes d’équipage) pouvait encore récemment être visité dans un parc à thème (Seafront) qui abrite aussi un bateau-phare.
Zeebruges est aussi un port important en matière d'énergies, puisqu'il dispose d'un terminal gazier maritime (accueil de méthaniers).
Ce port abrite l'unique base navale de la marine belge : la base navale de Zeebruges, où sont ancrés la plupart des navires de la flotte, dont les deux frégates Léopold Ier et Louise-Marie.
Il fait partie des ports qui sont vulnérables au risque de montée des océans.

## Réseau routier et de canaux
Le canal Baudouin relie Zeebruges au réseau navigable intérieur belge (via Bruges) et au-delà aux réseaux néerlandais et français.
 Zeebruges est reliée aux réseaux autoroutiers belge et européen.
Ces infrastructures contribuent à la fragmentation écologique de la région et pour les autoroutes au phénomène dit de pollution lumineuse.

## Tourisme
Zeebruges est une des stations balnéaires de la côte belge, qui fut célèbre, jusqu'il y a peu, pour ses festivals de sculpture sur sable.
Sur 20 000 mètres carrés, le Seafront déroule l'histoire du premier port de pêche belge. En prime, les visites d'un chalutier, d'un bateau-phare ou encore (jusqu'en juin 2019) d'un sous-marin soviétique de classe Foxtrot ; ce sous-marin, dont l’état s’était dégradé, a finalement été vendu à la ferraille.

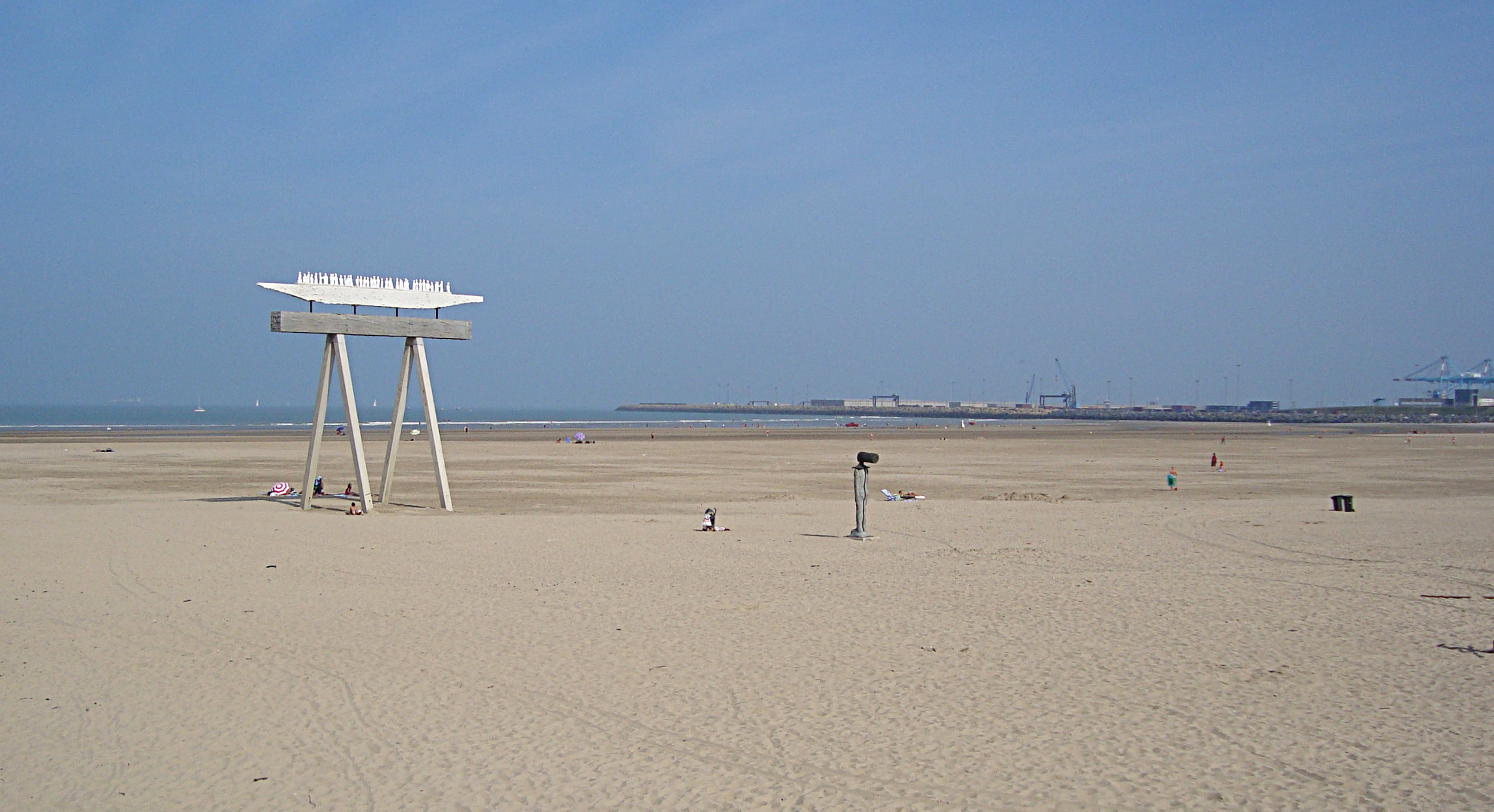
La plage de Zeebruges
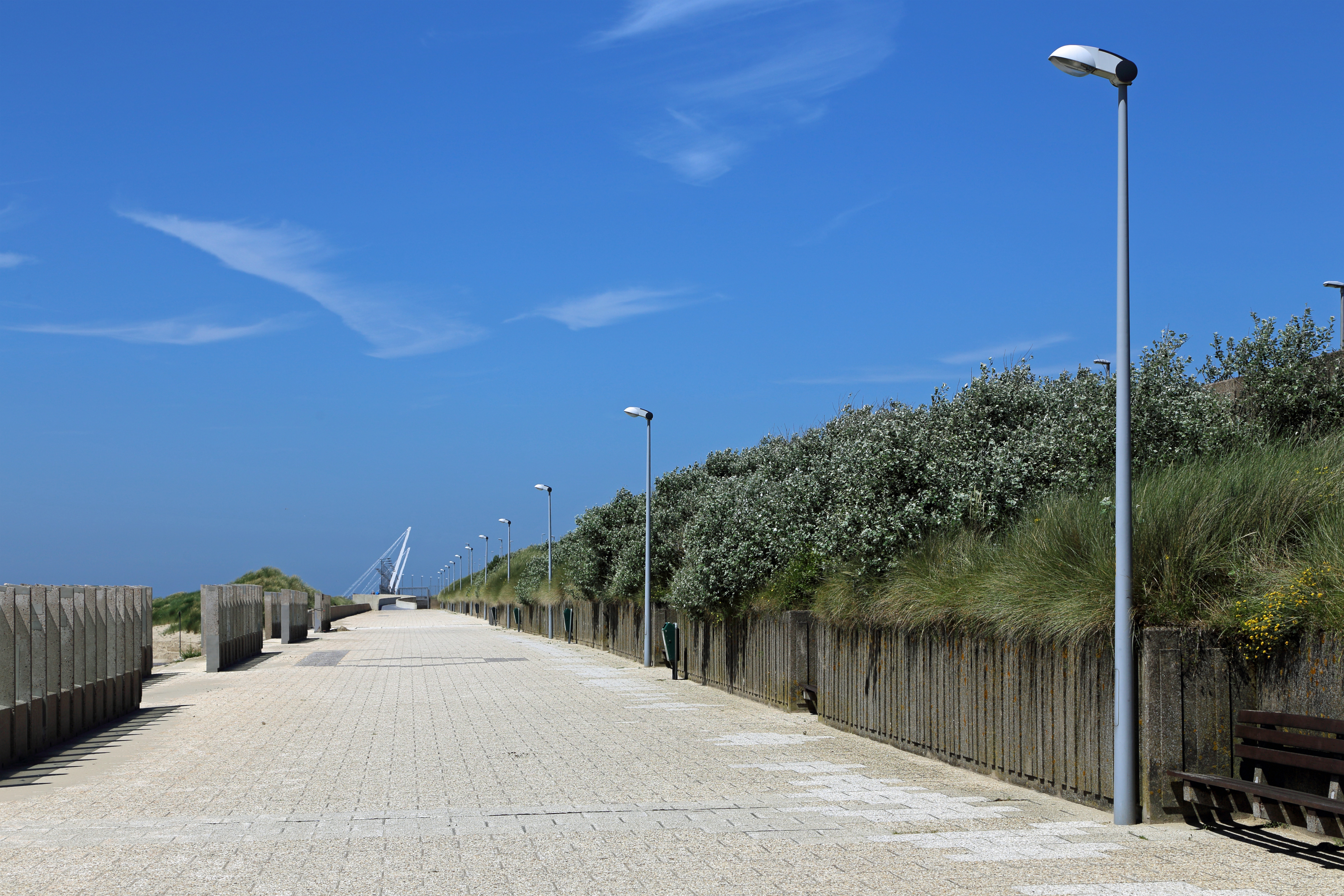
La promenade du St George's Day
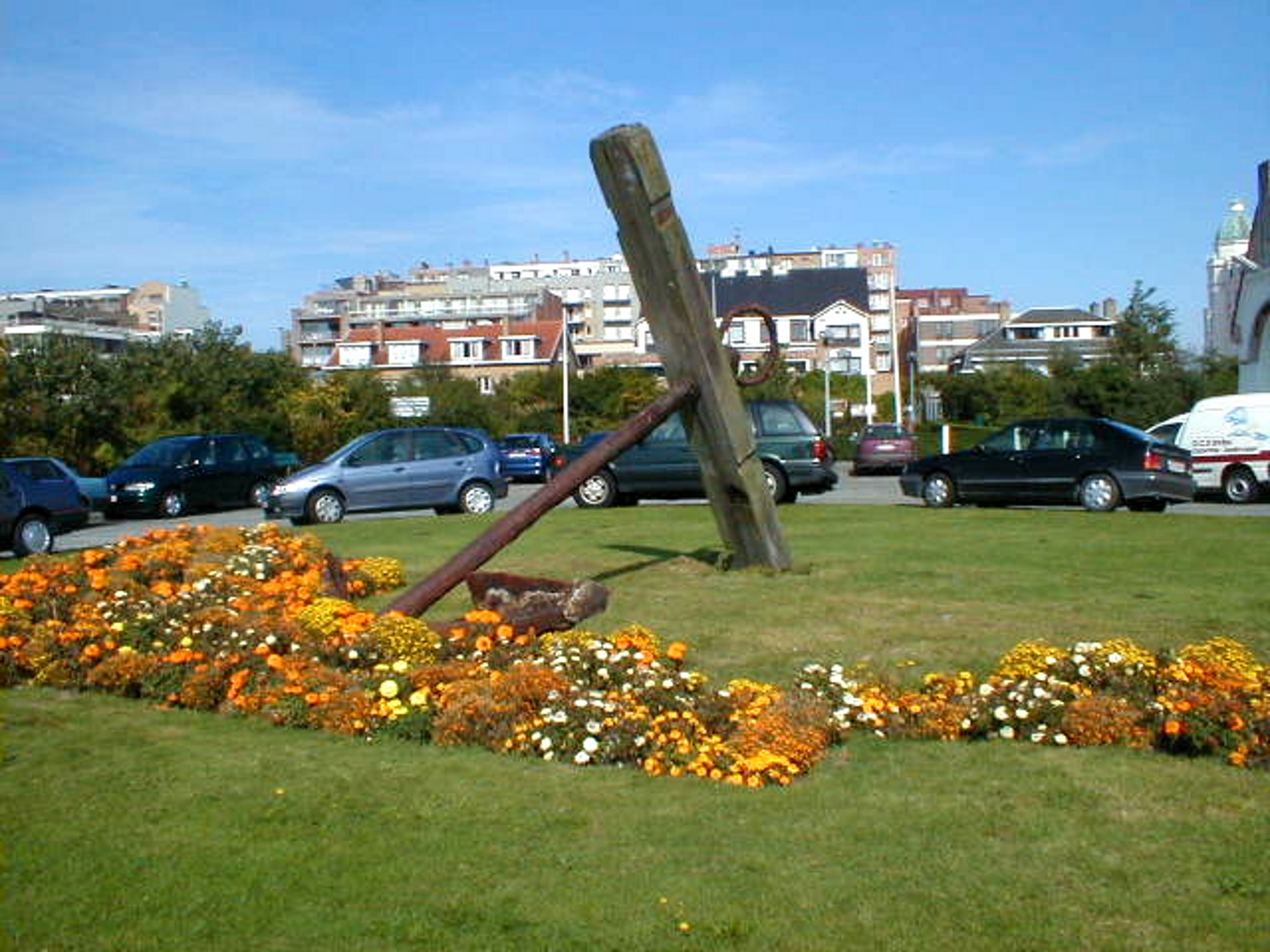
Un rond-point de Zeebruges, décoré avec une ancre
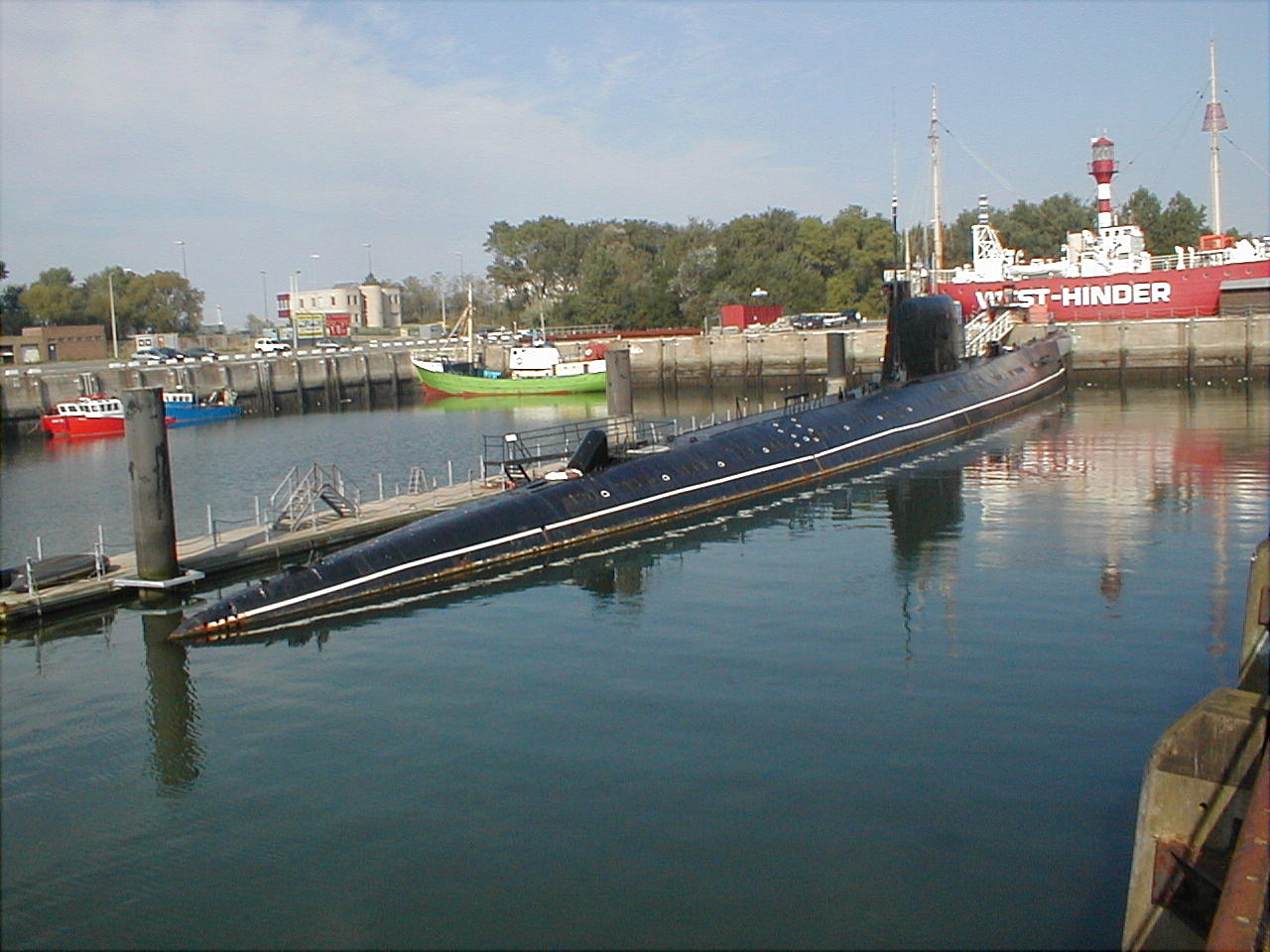
Un sous-marin soviétique de classe Foxtrot se trouvait jusqu'en juin 2019 comme attraction touristique dans le port.

## La catastrophe duHerald of Free Enterprise
Le 6 mars 1987, le ferry britannique Herald of Free Enterprise, de la compagnie Townsend Thoresen, qui assurait la liaison entre Zeebruges et Douvres (en Angleterre), prend l'eau juste à la sortie du port, en raison d'une porte mal fermée, qui l'a rendu instable. 193 passagers périssent dans le naufrage qui fut l'un des pires de l'histoire maritime belge.